# Ford City (California)
Ford City es un lugar designado por el censo ubicado en el condado de Kern en el estado estadounidense de California. En el año 2000 tenía una población de 3.512 habitantes y una densidad poblacional de 900.5 personas por km².

## Geografía
Ford City se encuentra ubicado en las coordenadas 35°09′16″N 119°27′22″O / 35.15444, -119.45611. Según la Oficina del Censo, la ciudad tiene un área total de 3,9 km² (1,5 mi²), de la cual 3,9 km² (1,5 mi²) es tierra y 0 km² (0 mi²) 0.00% es agua.

## Demografía
Los ingresos medios por hogar en la localidad eran de $25,192, y los ingresos medios por familia eran $30,256. Los hombres tenían unos ingresos medios de $34,474 frente a los $20,625 para las mujeres. La renta per cápita para la localidad era de $11,581. Alrededor del 31.3% de la población estaban por debajo del umbral de pobreza.